# Yvonne Frayssinet
Hilda Yvonne Melanie Frayssinet Gaviria (Lima, 2 de febrero de 1950) es una primera actriz y directora de escena peruana. Ha conseguido mayor reconocimiento por su papel principal y antagónico como Francesca Maldini en la serie de televisión Al fondo hay sitio.

## Carrera
Proveniente de una familia de actores, Frayssinet empieza a actuar a la edad de 22 años. Estudia en el Club de Teatro de Lima con Reynaldo D’Amore y en Argentina con Inda Ledesma. Su debut en el teatro se da en el año 1975, interpretando el monólogo La sentencia. El mismo año, bajo la dirección de Osvaldo Cattone, actúa en La muñeca favorita en el Teatro Marsano, junto a Regina Alcóver. Le siguen las obras Aleluya aleluya, Gigi, Eqquus y La esposa constante.
Posteriormente, ingresa a la televisión con un rol en la telenovela Cecilia, y continua en el teatro con la obra Espíritu travieso. Participa también en la película Cuentos inmorales: episodio "Intriga familiar", de José Carlos Huayhuaca. Continua su carrera en el teatro actuando en las obras El hombre de la mancha, Hijas de un Dios menor, Trampa mortal y La loba. Además, participa en fotonovelas.
En 1984, actúa en la telenovela juvenil Carmín, y en la obra teatral Doña Flor y sus dos maridos. Sigue en televisión con las producciones Obsesión, Torbellino, Boulevard torbellino, Travesuras del corazón y Luz María, generalmente con personajes antagónicos.
Participa también en el programa cómico llamado El dedo en los inicios del canal 9 (actual ATV).
En 1999, protagoniza la obra de teatro El matrimonio perjudica seriamente la salud, y en televisión actúa en Girasoles para Lucía. Frayssinet actúa en la película Tinta roja del director Francisco Lombardi en el año 2000, en el papel de la periodista Roxana; en teatro está en la obra Candidato a la presidencia, y en televisión antagoniza la telenovela Milagros. En 2003, protagoniza la obra teatral La gaviota, y actúa en las telenovelas Demasiada belleza de Frecuencia Latina y Todo sobre Camila.
En 2004, Frayssinet protagoniza la obra teateal Clase Maestra (Master Class) de Terrence McNally, interpretando a la soprano griega María Callas. Esta actuación le vale comentarios positivos de parte de la crítica especializada, considerándola una de sus mejores interpretaciones. También actuó en Monóculos. En televisión, es parte del reparto principal de Tormenta de pasiones.
En 2005, actúa en la película Un día sin sexo del director Frank Pérez-Garland, y en las miniseries Divorcia2 y Viento y arena. Progoniza la obra teatral Nosotras que nos queremos tanto.
Frayssinet actúa en la película Mariposa negra bajo la dirección de Francisco Lombardi en 2007. También participa en la telenovela Un amor indomable, en la miniserie Golpe a golpe, y en la obras de teatro La zorra y el escorpión y la nueva temporada de Nosotras que nos queremos tanto en la UNI. El año siguiente, participa como actriz invitada en la serie Esta sociedad, y en el teatro está en las obras Ese extraño animal y Dos mujeres y un canalla.
Tanto en teatro como en el cine Yvonne ha sido dirigida por destacados directores tanto en cine como en el teatro, tales como Ricardo Roca Rey, Reinaldo D'Amore, Osvaldo Cattone, Joaquín Vargas, Sergio Arrau, Julio Castillo (México), Carlos Gassols, José Enrique Mávila, Alberto Ísola, Roberto Ángeles, Slava Stonov, Francisco Lombardi y Ruth Escudero.
Frayssinet empieza a actuar en la serie de comedia Al fondo hay sitio de América Televisión en 2009, en el rol estelar de Francesca Maldini. El mismo año, protagoniza la obra Olivia y Eugenio, donde comparte escena con el actor con síndrome de Down Diego Elías. También en el teatro, vuelve a interpretar a María Callas en la reposición de Clase Maestra, por tres funciones gratuitas.
A fines de 2010, Frayssinet, junto a otros 49 artistas peruanos, es distinguida por su trayectoria con la Medalla de Lima en una ceremonia organizada por la Municipalidad de Lima.
En abril de 2011, retorna al teatro con la comedia ¿Y donde está el tenor? (Lend Me a Tenor) de Ken Ludwing, bajo la dirección de Juan Carlos Fisher. En diciembre de 2011, participa en el espectáculo navideño Navidad HSBC, interpretando a "La estrella de Belén", presentado en la Plaza San Martín.
Frayssinet regresa al cine con la película Píxeles de familia, grabada a fines de 2019.
De 2017 a 2021, Yvonne Frayssinet actúa en la serie De vuelta al barrio en donde interpreta a Consuelo.
En 2022, participa en la nueva temporada de Al fondo hay sitio, en donde repite su rol de Francesca Maldini.

## Docente
Fue docente en los talleres de actuación y teatro en el Teatro Municipal del Callao.
Posteriormente, fundó el Teatro Estudio Yvonne Frayssinet, en el Tennis Club de Barranco, junto a su hermana, la actriz Patricia Frayssinet.

## Vida personal
Frayssinet, luego de separarse de su primer matrimonio (el actor Ricardo Combi), inicia una relación con el actor argentino Marcelo Oxenford en 1988. Su hija Lucía Oxenford nace en 1991, quién también es actriz, modelo y productora.
Yvonne es hermana de la también actriz Patricia Frayssinet, y tía de Carolina Cano.

## Incursión en la política
El 13 de abril de 2010, anuncia su postulación como teniente alcaldesa a la alcaldía de Lima como compañera de fórmula de Álex Kouri, por el partido Cambio Radical. Cuando esté es vetado por el JNE, Frayssinet renuncia a seguir liderando la lista de candidatos a regidores, evitando asumir la candidatura municipal y un eventual enfrentamiento con la entonces favorita, Lourdes Flores.
En abril de 2022, Frayssinet confirma que regresaba a la política como candidata a regidora del distrito de Surco. Su lista pierde las elecciones internas del partido Avanza País en mayo de 2022 frente a la encabezada por Carlos Bruce.

## Teatro

### Como directora
- ¿Y dónde estan las rubias? (2008).
- Don Dimas de la tijera (2014).
- Sherk (2001).
- La gran noticia (2014).
- Blanca Nieves y los siete enanitos (2014).
- Los sordos (Reposición) (2015).
- La gran noticia (Reposición) (2015).
- Titina (2015).
- Las aceitunas (2015).
- La Cenicienta (2015).
- Kunfu Chamba 2

### Como actriz
| - La maquina del tiempo (1975). - Mi muñeca favorita (1975). - Aleluya aleluya (1976). - Gigi (1976–1977). - Equus (1977). - La esposa constante (1977). - Un espíritu travieso (1978). - El hombre de La Mancha (1979). - Hijas de un Dios menor (1981). - Trampa mortal (1982). - La loba (1982). - Doña Flor y sus dos maridos (1984). - M - Sherk: el musical - Brujas (1991). - Relaciones peligrosas (1992). - El Titanic (1998). - Taxi 2 (1995–1996). - 2012 - Jurassic world.(2014) - Agnes de Dios. - Todo en el jardín. - Juegos de medianoche. - Rango.:el remake - Ana de los Milagros. - Descalzos en el parque. - Pennywise(2017) | - El matrimonio perjudica seriamente la salud (1999). - Candidato a la presidencia (2000). - Que hago con dos maridos (2002). - La bahía de Niza (2002). - La gaviota (2003). - Clase maestra (Master Class) (2004) como Maria Anna Cecilia Sofia Kalogeropoúlou "María Callas". - El arreglo (2004). - Pareja abierta (2004; 2012; 2016). - Monóculos (2004). - Manuelita Saenz (2005). - Nosotras que nos queremos tanto (2005) como Vilma. - Casa matriz (2006). - Nosotras que nos queremos tanto 2 (2007) como Vilma. - La zorra y el escorpión (2007). - Dos mujeres y un canalla (2008). - Este extraño animal (2008). - Móvil (2009). - Clase Maestra (Master Class) (Reposición) (2009) como Maria Anna Cecilia Sofia Kalogeropoúlou "María Callas". - Boeing boeing (2009) como Bertha. - Olivia y Eugenio (2009) como Olivia. - La sagrada familia (2010) como Dolores. - Al fondo hay sitio (2010–2012) como Francesca Maldini. - ¿Y donde está el tenor? (Lend Me a Tenor) (2011) como Julia. - La Navidad HSBC (2011) como "La estrella de Belén". - Romeo y Julieta (2013) como Ama de Julieta. - Akaloradas (2013). - Bernarda: sexo y locura (2014). - ¿Qué me pongo? (2015). - Los de la vagina (2016). - Toc Toc (2018). - Pantaleón y las visitadoras (2019) como "La Chuchupe". - Pareja abierta (Reposición) (2021). - Pareja abierta (Reposición) (2022). - Radojka (2022) como Gloria. |

## Filmografía

### Televisión

#### Telenovelas
- Cecilia (1978).
- Del amor y otros sueños (1979).
- La visita oficial (1982).
- Carmín (1984-1986).
- La casa de enfrente (1985).
- Saña (1986).
- Baltaco (1987).
- Velo Negro, Velo Blanco (1991).
- Obsesión (1996) como Nora Agois de Ventura-Miller.
- La Rica Vicky (1997) como Mamá de Kika.
- Torbellino (1997) como Laura de Campoverde.
- Boulevard Torbellino (1997–1998) como Laura de Campoverde.
- Travesuras del corazón (1998–1999) como Lucrecia de Vil.
- Luz María (1998–1999) como Cristina de la Vega de Aldama.
- Girasoles para Lucía (1999–2000) como Regina Santamaría Vda. de Landaeta.
- Milagros (2000–2001) como Lucrecia De La Torre de Muñoz "Condesa de Santana del Sol".
- Todo sobre Camila (2002–2003) como Florencia Montes de Alba.
- Demasiada belleza (2003) como Hilda Vda. de Jiménez.
- Tormenta de pasiones (2004–2005) como Inés de Del Castillo.
- Un amor indomable (2007) como Susana Echenique.

#### Series
- Teatro desde el Teatro como Varios Roles.
- Divorcia2 o Divorciados (2005).
- Viento y arena (2005).
- Golpe a golpe (2007).
- Esta sociedad 2 (2008) (Participación especial).
- Placeres y Tentaciones (2009) (Participación especial).
- Al fondo hay sitio (2009–2016; 2022-presente) como Francesca Vittoria Maldini Di Paolo de Montalbán Vda. de Pen-Davis Div. de Picasso Div. de Cabrera / "Madame" / "Francisca" / "La Noni".
- De vuelta al barrio (2017–2021) como Doña Consuelo del Pilar "Conchito" Torrejón López de Bravo y Francesca Maldini (Participación especial).
- Cumbia Pop 2030 (Piloto) (2017) como Directora del internado.
- La academia: Desafío y fama (2021) como Madre de Patricio Parodi.
- Al fondo hay sitio: El especial (2022) como Yvonne Frayssinet y Francesca Maldini.

#### Programas
- Baila con las estrellas (2005) como Concursante.
- El show de los sueños: Sangre de mi sangre (2009) como Invitada (Secuencia: El desafío).
- Los Premios Luces 2010 (Edición Especial) (2010) como Invitada.
- Gisela, el gran show (2014) como 'Francesca Maldini' (Ella misma) (Secuencia: Mi hombre puede).
- Reyes del show (2013) como Invitada (Secuencia: El desafío).
- Mujeres Sin Filtro (2018) como Invitada.
- En boca de todos (2020; 2022) como Invitada.
- Sermelito espectáculos (2020) como Ella misma (Invitada).
- Break TV (2020) como Ella misma (Invitada).
- Estás en todas (2022) como Invitada.
- América espectáculos (2022) como Invitada.
- EEG: 10 años (2022) como Jueza Invitada.
- + Espectáculos (2022) como Invitada.

### Cine
- Cuentos inmorales (1978) como Tía Claudia (Episodio: Intriga familiar).
- ¿Y... dónde está el muerto? (1992).
- Tinta roja (2000) como Roxana.
- Muerto de amor (2002) como Madre de Berenice.
- Un día sin sexo (2005) como Patricia.
- Both (2005) como Gloria (Madre).
- Mariposa negra (2006) como Dotty Pacheco (como Ivonne Frayssinet).
- 007 - Hue Bond: Un polvo no basta (Cortometraje) (2013) como M.
- Margarita: ese dulce caos (2016) como Rebeca.
- Margarita 2, y la banda de los hermanos mayores (2018) como Rebeca.
- Píxeles de familia (2019) como Carmela.
- Sugar en aprietos (2022) como la Mamá del Benefactor.[37]

### Vídeos musicales
- Al fondo hay sitio (2009) (De Tommy Portugal) como Francesca Maldini.
- Las Lomas (2016) (De Juan Carlos Fernández) como Francesca Maldini.
- Al fondo hay sitio (2016) (De Tommy Portugal) como Francesca Maldini.
- Francesca y Diego (2022) (De Elisa Tenaud) como Francesca Maldini.

### Spots publicitarios
- Frugo Kards: Al fondo hay sitio (2010) como Francesca Maldini.
- Sueñatex (2020) (Con Marcelo Oxenford) como Imagen comercial.

### Giras televisivas
- Al fondo hay sitio: Festival Peruano de Nueva Jersey (2010).[38]
- Al fondo hay sitio: Estadio Santa Cruz de Bolivia (2010).[39]
- Al fondo hay sitio: Estadio Santa Cruz de Bolivia (2012).[40]

## Radio
- CPN Radio (Programación Nocturna Radial) (2005) como Locutora.

## Literatura

### Álbumes
- Al fondo hay sitio: Primera temporada (2009) como Francesca Maldini (Imagen).
- Al fondo hay sitio: Segunda temporada (2010) como Francesca Maldini (Imagen).
- Al fondo hay sitio: Tercera temporada (2011) como Francesca Maldini (Imagen).

## Eventos

### Circos
- Circo de Al fondo hay sitio (2010) como Francesca Maldini (Ella misma).[41]

## Premios y nominaciones
En 2010, recibe un reconocimiento a su trayectoria artística por la Municipalidad de Magdalena del Mar. También en ese mismo año, es distinguida por su trayectoria con la Medalla de Lima en una ceremonia organizada por la Municipalidad de Lima.
En 2011, el diario El Comercio la nomina por su personaje de 'Francesca Maldini' como «La más sobreprotectora de su familia» en su edición especial de los personajes más populares de las ficciones peruanas.
| Año  | Premio                       | Categoría          | Trabajo            | Resultado   | Ref.   |
| ---- | ---------------------------- | ------------------ | ------------------ | ----------- | ------ |
| 2005 | Premios Luces de El Comercio | Mejor Actriz       | Un día sin sexo    | Desconocido | [ 44 ] |
| 2010 | Premios Luces de El Comercio | Mejor Actriz de TV | Al fondo hay sitio | Ganadora    | [ 45 ] |
| 2011 | Premios APDAYC 2010          | Mejor Actriz       | Al fondo hay sitio | Nominada    |        |
| 2012 | Premios Luces de El Comercio | Mejor Actriz de TV | Al fondo hay sitio | Nominada    | [ 46 ] |
| 2024 | Premios Luces de El Comercio | Mejor Actriz de TV | Al fondo hay sitio | Nominada    | [ 47 ] |